# Daniel Mancinelli
Daniel Mancinelli (ur. 23 lipca 1988 roku w San Severino Marche) – włoski kierowca wyścigowy.

## Kariera

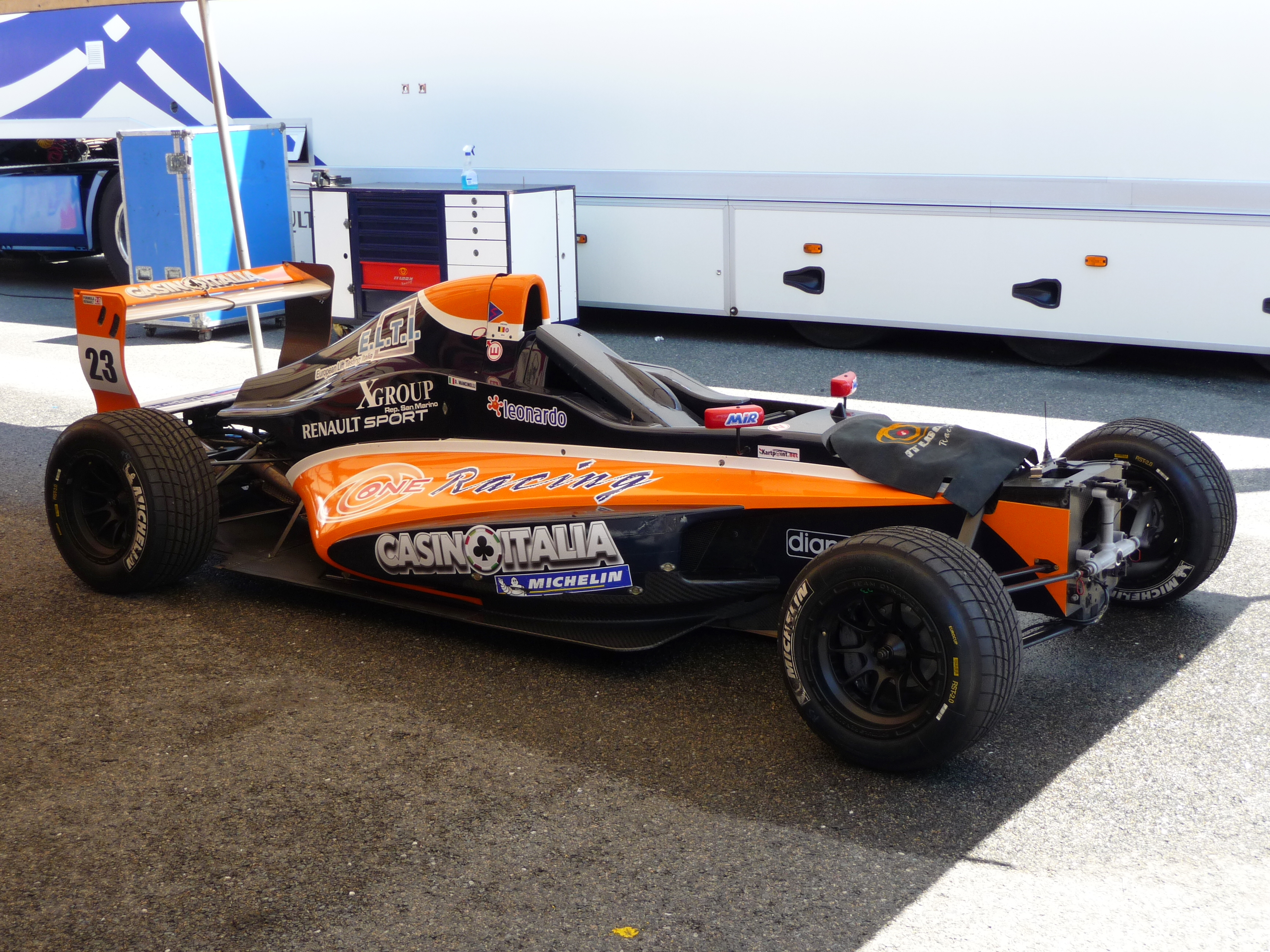
Samochód Daniela Mancinelli

Daniel karierę rozpoczął w roku 2002, od startów w kartingu. W 2006 roku przeszedł do wyścigów samochodów jednomiejscowych, debiutując we Włoskiej Formule Azurra. W kolejnym sezonie ścigał się we Włoskiej Formule Renault. Zdobyte punkty sklasyfikowały go na 16. miejscu.
W roku 2008 awansował do Międzynarodowej Formuły Master. Stanąwszy w niej raz na podium, zmagania zakończył na 13. pozycji. We włoskim cyklu Formuły Renault wystartował sześciokrotnie, raz przy tym stając na najwyższym stopniu podium (ostatecznie został sklasyfikowany na 15. lokacie). Zaliczył również jednorazowy występ we Włoskiej Formule 3 oraz włoskim pucharze Porsche Carrera. W nich również spisał się bardzo dobrze, plasując się na wysokich lokatach. Zdobyte dzięki temu punkty dały mu odpowiednio 15. i 13. pozycję w końcowej klasyfikacji.
Pod koniec sezonu wziął udział w zimowym cyklu włoskiej Formuły Renault (składał się on z jednej rundy). W pierwszym wyścigu zwyciężył, natomiast w drugim był piąty. To pozwoliło mu cieszyć się z pierwszego tytułu mistrzowskiego. Po drugi sięgnął w kolejnym sezonie, tym razem w głównym cyklu tej serii. W ciągu czternastu wyścigów, dziesięciokrotnie meldował się na podium, z czego aż sześć razy na najwyższym stopniu. Oprócz tego wziął udział w czterech rundach europejskiej edycji. Punktując w jednej z nich, rywalizację ukończył na 19. lokacie.
Na sezon 2010 Włoch przeniósł się do Włoskiej Formuły 3. Reprezentując ekipę Piercarlo Ghinzaniego, siedmiokrotnie stawał na podium (w tym dwukrotnie zwyciężył), ostatecznie zajmując 4. miejsce w końcowej klasyfikacji. Poza tym wystartował również w dwóch pierwszych rundach europejskiej Formuły Renault. Spośród czterech wyścigów, trzykrotnie dojeżdżał na punktowanych lokatach, plasując się w konsekwencji na 17. pozycji, w ogólnej punktacji.

### Statystyki
| Sezon | Seria                                  | Zespół               | Wyścigi | Zwycięstwa | pole position | NO | Podium | Punkty | Poz. koń. |
| ----- | -------------------------------------- | -------------------- | ------- | ---------- | ------------- | -- | ------ | ------ | --------- |
| 2006  | Formuła Azzurra                        | CO2 Motorsport       | 4       | 0          | 0             | 0  | 1      | ?      | NS        |
| 2007  | Włoska Formuła Renault                 | CO2 Motorsport       | 14      | 0          | 0             | 0  | 0      | 78     | 16        |
| 2008  | Międzynarodowa Formuła Master          | Euronova Racing      | 12      | 0          | 0             | 0  | 1      | 13     | 13        |
| 2008  | Międzynarodowa Formuła Master          | Scuderia Famà        | 12      | 0          | 0             | 0  | 1      | 13     | 13        |
| 2008  | Włoska Formuła Renault                 | Paragon Motorsports  | 6       | 1          | 0             | 0  | 1      | 66     | 15        |
| 2008  | Włoska Formuła 3                       | BVM – Target Racing  | 2       | 0          | 0             | 0  | 1      | 9      | 13        |
| 2008  | Włoski Puchar Porsche Carrera          | GDL Racing           | 2       | 0          | 0             | 1  | 1      | 13     | 15        |
| 2008  | Włoska Formuła Renault (zimowa edycja) | IT Loox Racing Car   | 2       | 1          | 1             | 1  | 1      | 58     | 1         |
| 2009  | Włoska Formuła Renault                 | One Racing           | 14      | 6          | 6             | 7  | 10     | 353    | 1         |
| 2009  | Europejska Formuła Renault             | One Racing           | 8       | 0          | 0             | 0  | 0      | 9      | 19        |
| 2010  | Europejska Formuła Renault             | One Racing           | 4       | 0          | 0             | 0  | 0      | 14     | 17        |
| 2010  | Włoska Formuła 3                       | Team Ghinzani        | 10      | 2          | 1             | 2  | 7      | 138    | 4         |
| 2011  | Włoska Formuła 3                       | RP Motorsport        | 8       | 1          | 0             | 0  | 1      | 30     | 10        |
| 2011  | Seria GP3                              | RSC Mücke Motorsport | 4       | 0          | 0             | 0  | 0      | 0      | 35        |

## Wyniki w GP3
| Legenda oznaczeń w tabelach wyników Wyświetl szablon na nowej stronie | Legenda oznaczeń w tabelach wyników Wyświetl szablon na nowej stronie                                                                     |
| Oznaczenie                                                            | Wyjaśnienie |
| --------------------------------------------------------------------- | --- |
| Złoty                                                                 | Zwycięzca lub mistrzostwo |
| Srebrny                                                               | 2. miejsce lub wicemistrzostwo |
| Brązowy                                                               | 3. miejsce lub II wicemistrzostwo |
| Zielony                                                               | Ukończył, punktował (w klasyfikacji generalnej, gdy zdobył co najmniej jeden punkt na przestrzeni sezonu, poza trzema powyższymi opcjami) |
| Niebieski                                                             | Ukończył, nie punktował (w klasyfikacji generalnej, gdy nie zdobył co najmniej jednego punktu na przestrzeni sezonu)                      |
| Czerwony                                                              | Nie zakwalifikował się (NZ) |
| Czerwony                                                              | Nie prekwalifikował się (NPK) |
| Różowy                                                                | Nie ukończył (NU) |
| Różowy                                                                | Niesklasyfikowany (NS) (w klasyfikacji generalnej, gdy nie został sklasyfikowany w żadnym wyścigu sezonu)                                 |
| Czarny                                                                | Zdyskwalifikowany (DK) |
| Czarny                                                                | Wykluczony (WYK/EX) |
| Biały                                                                 | Nie wystartował (NW) |
| Biały                                                                 | Kontuzjowany (K/INJ) |
| Biały                                                                 | Wyścig odwołany (OD/C) |
| Bez koloru                                                            | Został wycofany (WYC/WD) |
| Bez koloru                                                            | Nie przybył (NP/DNA) |
| Bez koloru                                                            | Nie brał udziału w treningach (NT/DNP) |
| Bez koloru                                                            | Nie został zgłoszony (–) |
| Pogrubienie                                                           | Start z pole position |
| Kursywa                                                               | Najszybsze okrążenie wyścigu |
| †                                                                     | Nie ukończył, ale jego rezultat został zaliczony ze względu na przejechanie więcej niż 90% dystansu wyścigu.                              |
| *                                                                     | Sezon w trakcie |
| 1/2/3                                                                 | Punktowana pozycja w sprincie kwalifikacyjnym                                                                                             |
| Lista systemów punktacji Formuły 1                                    | |

| Rok  | Zespół               | Wyniki w poszczególnych eliminacjach | Wyniki w poszczególnych eliminacjach | Wyniki w poszczególnych eliminacjach | Wyniki w poszczególnych eliminacjach | Wyniki w poszczególnych eliminacjach | Wyniki w poszczególnych eliminacjach | Wyniki w poszczególnych eliminacjach | Wyniki w poszczególnych eliminacjach | Wyniki w poszczególnych eliminacjach | Wyniki w poszczególnych eliminacjach | Wyniki w poszczególnych eliminacjach | Wyniki w poszczególnych eliminacjach | Wyniki w poszczególnych eliminacjach | Wyniki w poszczególnych eliminacjach | Wyniki w poszczególnych eliminacjach | Wyniki w poszczególnych eliminacjach | Punkty | Pozycja |
| ---- | -------------------- | ------------------------------------ | ------------------------------------ | ------------------------------------ | ------------------------------------ | ------------------------------------ | ------------------------------------ | ------------------------------------ | ------------------------------------ | ------------------------------------ | ------------------------------------ | ------------------------------------ | ------------------------------------ | ------------------------------------ | ------------------------------------ | ------------------------------------ | ------------------------------------ | ------ | ------- |
| 2011 | RSC Mücke Motorsport | TUR                                  | TUR                                  | ESP                                  | ESP                                  | VAL                                  | VAL                                  | GBR                                  | GBR                                  | DEU                                  | DEU                                  | HUN                                  | HUN                                  | BEL                                  | BEL                                  | ITA                                  | ITA                                  | 0      | 35      |
| 2011 | RSC Mücke Motorsport | -                                    | -                                    | -                                    | -                                    | -                                    | -                                    | -                                    | -                                    | -                                    | -                                    | -                                    | -                                    | NU                                   | 17                                   | 15                                   | 15                                   | 0      | 35      |